# (23624) 1996 UX3
(23624) 1996 UX3 là một thiên thể Troia của Sao Mộc, nằm ở điểm L4. Nó được phát hiện qua chương trình tiểu hành tinh Beijing Schmidt CCD ở trạm Xinglong ở tỉnh Hồ Bắc, Trung Quốc ngày 29 tháng 10 năm 1996.